# Pere d'Avinyó i Mateu
Pere d'Avinyó i Mateu (Peralada, segles XVII - XVIII) va assistir com a representant del braç militar a les Corts Catalanes de 1701 i de 1706. Era fill de Pere d'Avinyó, de Vilatenim i net patern de Joan d'Avinyó i besnet de Pere d'Avinyó. Es va casar amb Margarida Mach.